# Chihuahua (Häuptling)
Chihuahua oder Chewawa (Kla-esh oder Tłá'í'ez) in Mescalero-Chiricahua Sprache („Etwas mit dem Fuß unter etwas anderes schieben“) (etwa 1822/1825 – 25. Juli 1901) war ein Chef der Chokonen, der mehrere Überfälle auf Siedler in Arizona in den 1870er und 1880er Jahren durchführte.

## Leben
Er war ein Bruder von Ulzana und Ehemann von Dahteste. Er war ein Protegé Cochises, kämpfte unter dessen Befehl und ergab sich 1872 mit ihm, um in der San Carlos Reservation im Süden von Arizona zu leben, wo er 1880 unter dem Kommando von Lieutenant James A. Maney erster Sergeant einer Kompanie von Apache-Scouts wurde.